# La Roche-sur-Yon
La Roche-sur-Yon er en mindre fransk provinsby. Den er hovedsæde i departementet Vendée.